# NGC 6764
NGC 6764 ist eine Balken-Spiralgalaxie mit aktivem Galaxienkern vom Hubble-Typ SBbc im Sternbild Schwan am Nordsternhimmel. Sie ist schätzungsweise 118 Millionen Lichtjahre von der Milchstraße entfernt und hat einen Durchmesser von etwa 70.000 Lichtjahren.
Im selben Himmelsareal befindet sich u. a. die Galaxie NGC 6759.
Das Objekt wurde am 4. Juli 1885 von Lewis Swift entdeckt.